# Cerebrozidă

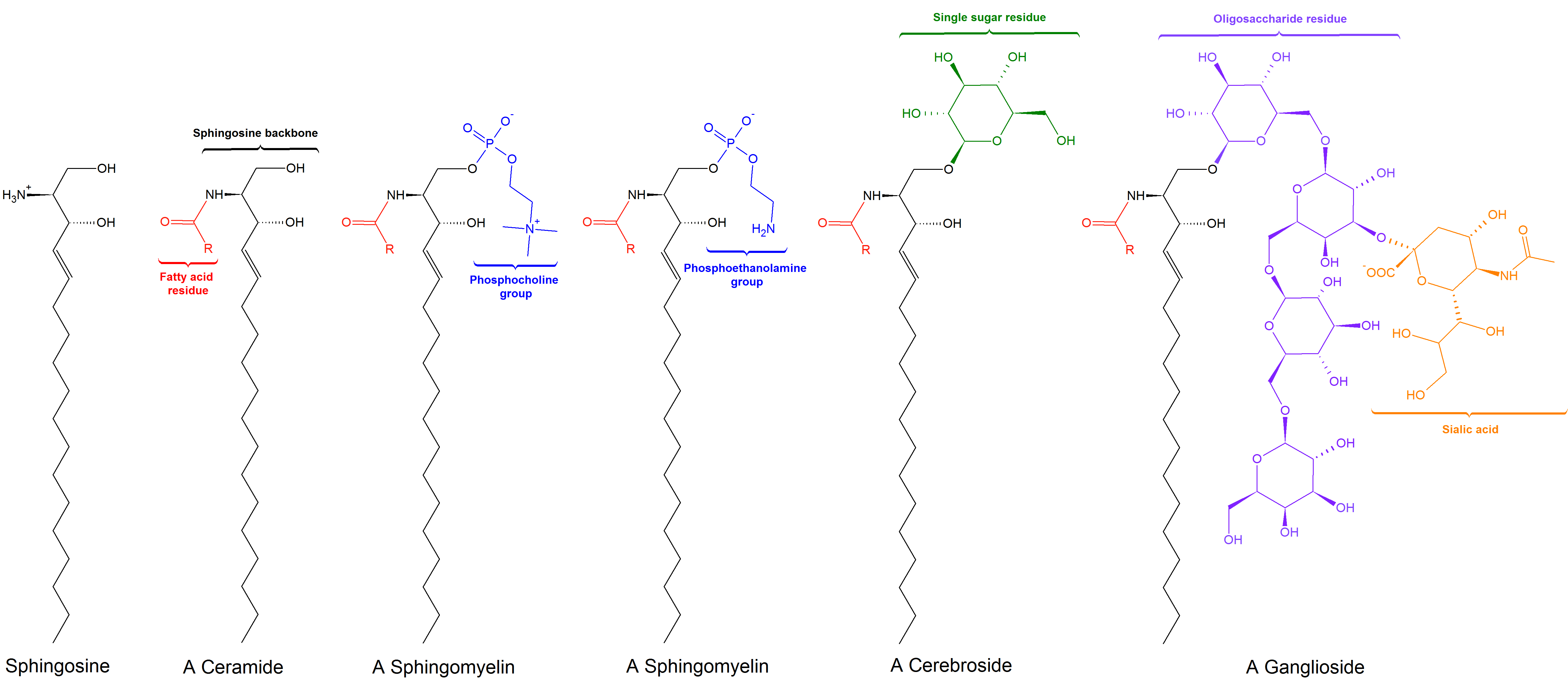
Structura generală a sfingolipidelor

Cerebrozidele reprezintă un grup de glicosfingolipide denumite monoglicozilceramide, care sunt componente importante în membranele celulelor musculare și nervoase ale animalelor. Sunt formate dintr-o ceramidă cu un singur rest de glucidă la nivelul grupei 1-hidroxilice. Reziduul glucidic poate fi de glucoză, fie galactoză; prin urmare, cele două tipuri principale se numesc glucocerebrozide (denumite și glucozilceramide) și galactocerebrozide (denumite și galactozilceramide).